# Jalle de Blanquefort
Pour les articles homonymes, voir Jalle.
La Jalle de Blanquefort, appelée aussi Jalle noire ou Jalle de Saint-Médard, est une  rivière du sud-ouest de la France.

## Géographie
De 31,8 km de longueur, la Jalle de Blanquefort est un affluent de la rive gauche de la Garonne, qui prend sa  source dans la commune de Saint-Jean-d'Illac, à 50 m d'altitude, en Gironde (région Nouvelle-Aquitaine) et se jette dans la Garonne au nord-ouest de Bordeaux sous le nom de Jalle de Canteret, 5 m d'altitude.

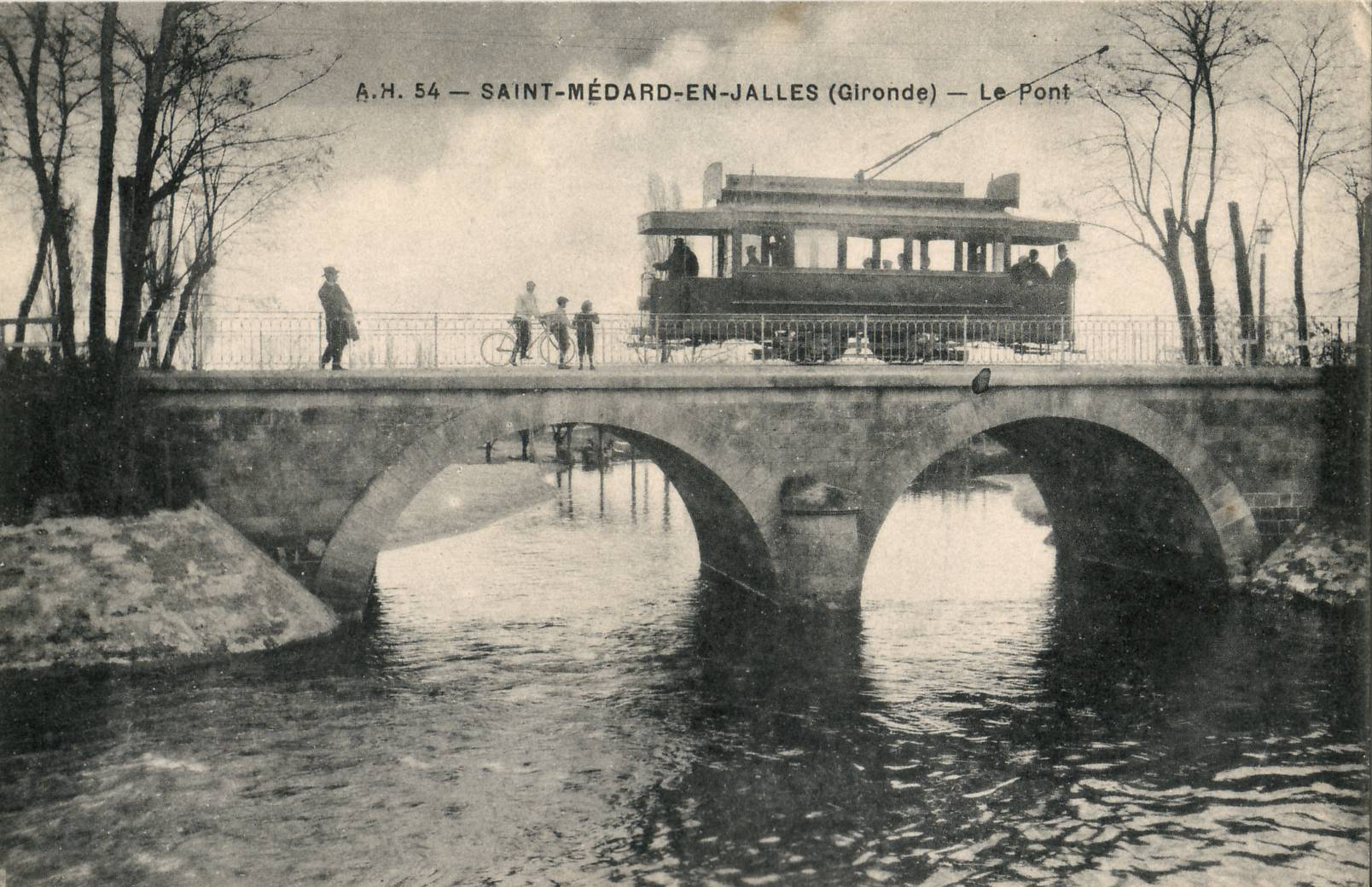
La Jalle à Saint-Médard-en-Jalles, au début du XX

### Département et communes traversées
- Gironde : Saint-Jean-d'Illac, Martignas-sur-Jalle, Le Taillan-Médoc, Saint-Médard-en-Jalles, Blanquefort.

## Principaux affluents
- Jalle de Martignas : 10,4 km
- Ruisseau de Bibey : 10,5 km
- Ruisseau du Guitard : 7,4 km
- Ruisseau du Monastère : 10,8 km

## Hydrographie

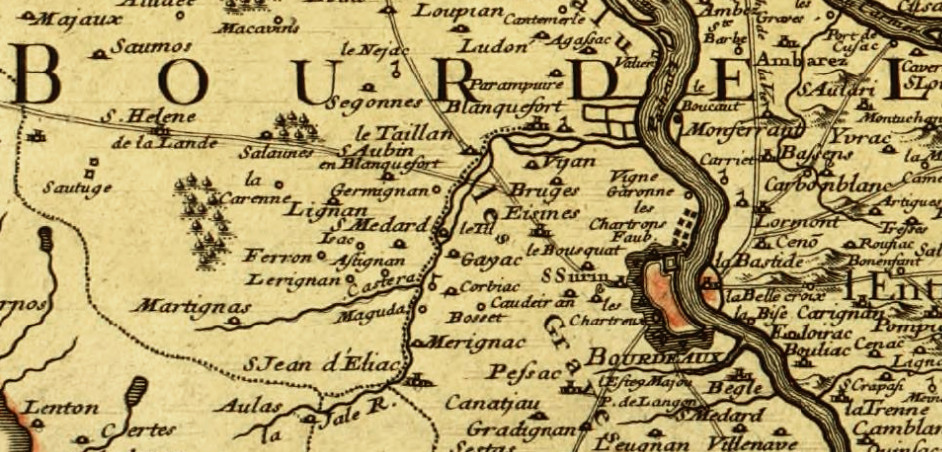
La Jale sur la carte de Delisle, 1714
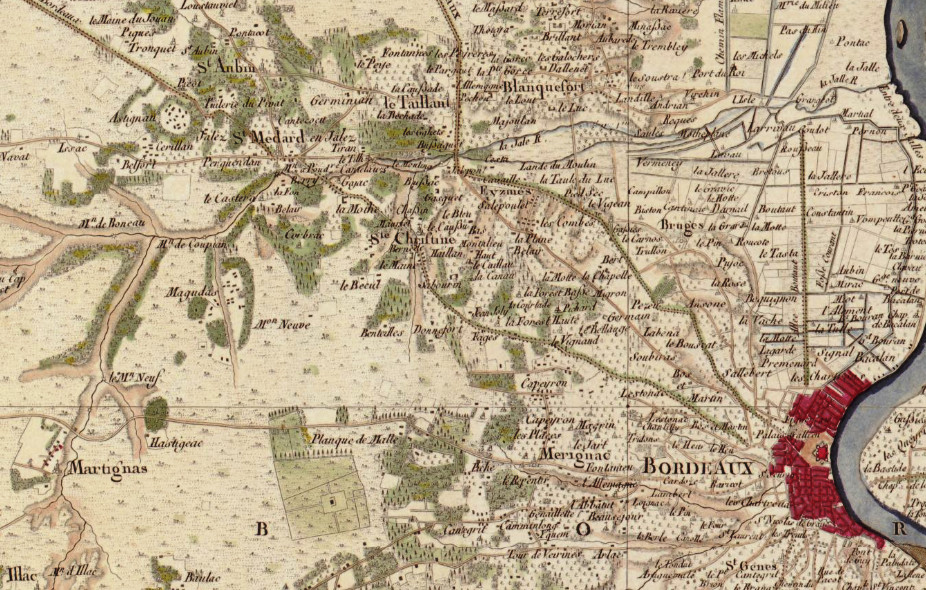
La Jale sur la carte de Cassini, 1756
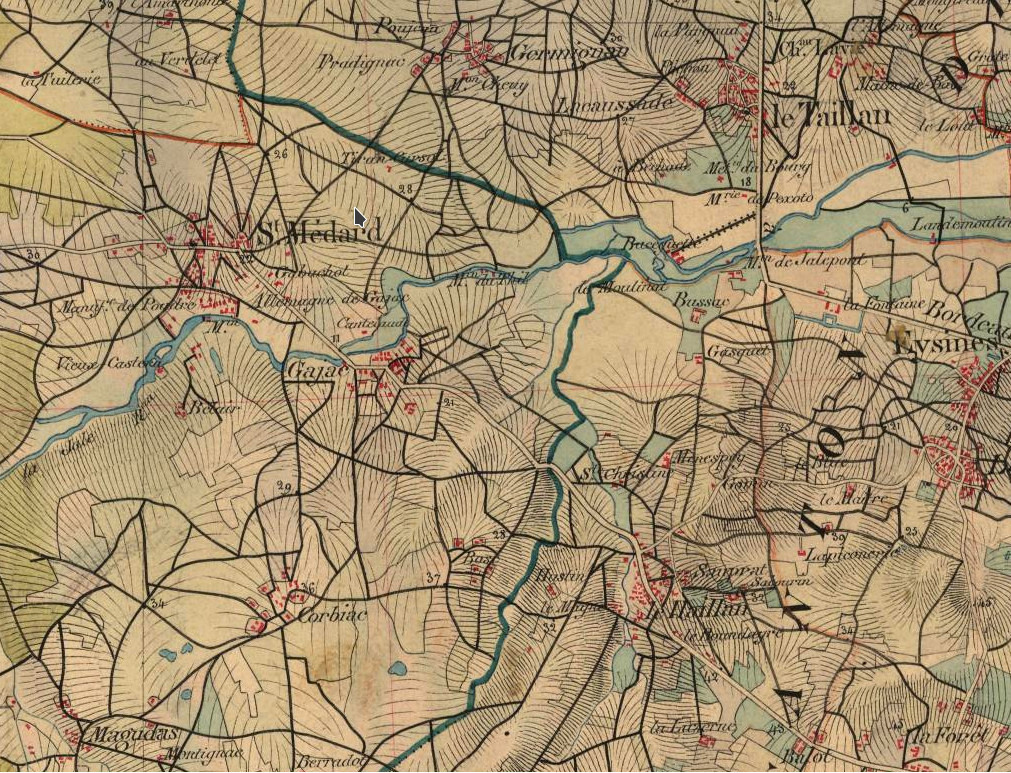
La Jale sur la carte d'État major, 1820-1866